# Witold Trąmpczyński

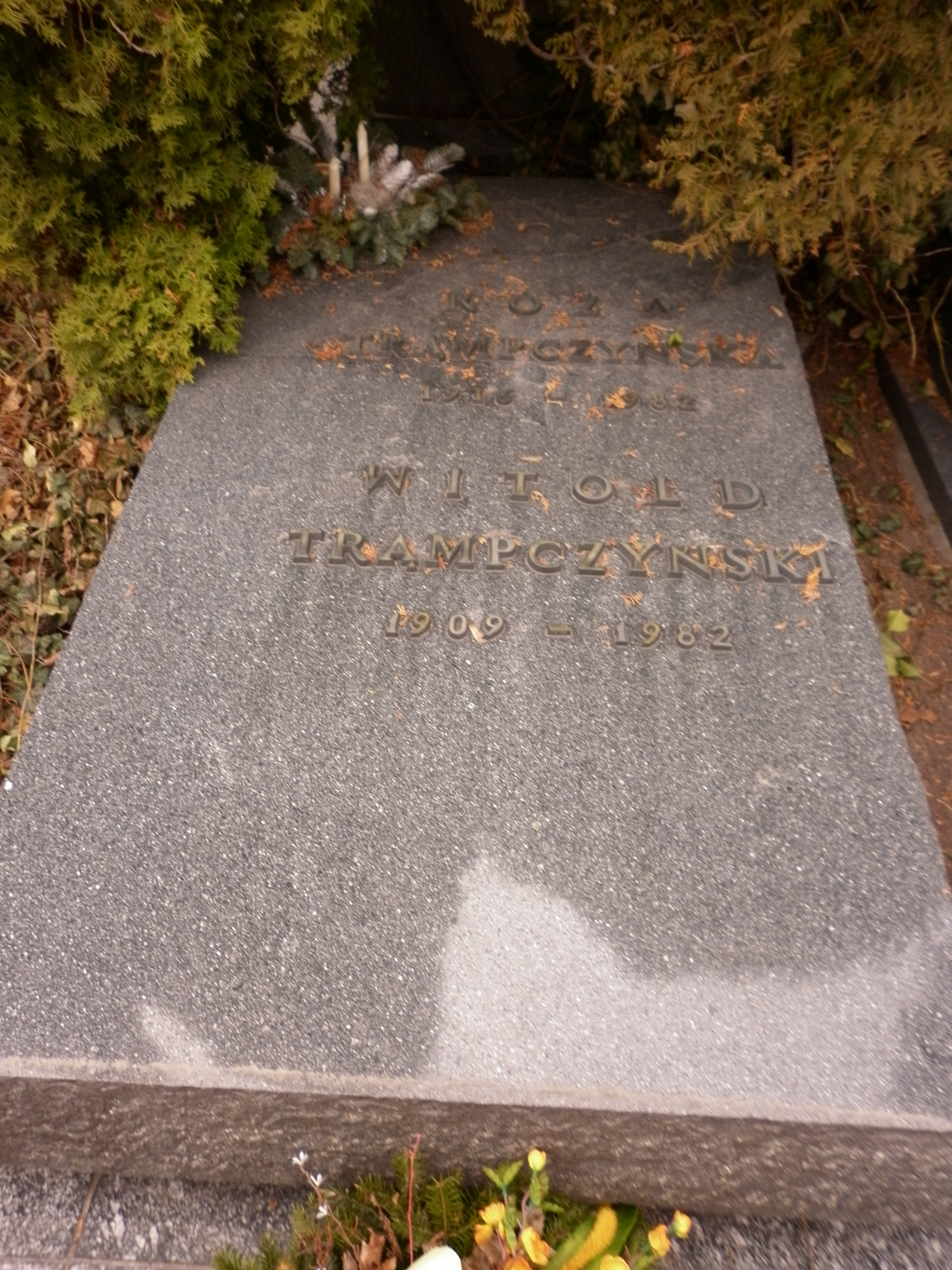
Nagrobek Witolda Trąmpczyńskiego

Witold Trąmpczyński (ur. 22 października 1909 w Podlesiu, zm. 18 lutego 1982 w Warszawie) – polski profesor nauk ekonomicznych i polityk. Prezes Narodowego Banku Polskiego (1950–1956) i minister handlu zagranicznego (1956–1968), poseł na Sejm PRL V kadencji, ambasador PRL w Stanach Zjednoczonych. Budowniczy Polski Ludowej.

## Życiorys
Syn Antoniego i Jadwigi. Brat Bolesława i Bohdana. Uczeń Gimnazjum Męskiego w Ostrowie Wielkopolskim. Absolwent i doktor honoris causa Uniwersytetu Poznańskiego, studiował również w Austrii, Stanach Zjednoczonych i Wielkiej Brytanii. Profesor Uniwersytetu Jagiellońskiego i Szkoły Głównej Planowania i Statystyki w Warszawie (SGPiS od 1960). Kierował Katedrą, a później Instytutem Międzynarodowych Stosunków Gospodarczych SGPiS. Jeden z założycieli w 1945 Polskiego Towarzystwa Ekonomicznego. Od 1937 doktor, a następnie profesor nauk ekonomicznych.
Po studiach pracował od 1934 do 1939 na Uniwersytecie Poznańskim, w 1939 został docentem. W trakcie okupacji pracował w Banku Emisyjnym w Polsce, działał konspiracyjnie oraz w tajnym nauczaniu. Od 1945 pracował na UJ. Od 1945 zastępca naczelnego dyrektora, następnie naczelny dyrektor, a od 1950 do 1956 prezes Narodowego Banku Polskiego (równocześnie podsekretarz stanu w Ministerstwie Finansów).
W 1947 wstąpił do Polskiej Partii Robotniczej, a w 1948 przystąpił wraz z nią do Polskiej Zjednoczonej Partii Robotniczej; w latach 1964–1971 był zastępcą członka Komitetu Centralnego PZPR. W okresie 1956–1968 minister handlu zagranicznego, następnie do 1971 zastępca przewodniczącego Komisji Planowania przy Radzie Ministrów (w 1971 pełniący obowiązki przewodniczącego). Sprawował mandat posła na Sejm PRL V kadencji. Od 4 września 1971 do 27 września 1977 ambasador PRL w Stanach Zjednoczonych. 
Był żonaty z Różą Trąmpczyńską (1916–1982). Pochowany z honorami 22 lutego 1982 na cmentarzu Powązki Wojskowe w Warszawie (kwatera C37-6-2). W pogrzebie w imieniu władz udział wzięli: przewodniczący Rady Państwa prof. Henryk Jabłoński oraz zastępca przewodniczącego Rady Państwa prof. Kazimierz Secomski.

## Odznaczenia i wyróżnienia
- Order Budowniczych Polski Ludowej (1979)
- Order Sztandaru Pracy I klasy (1951[4], 1964[5])
- Krzyż Komandorski z Gwiazdą Orderu Odrodzenia Polski (1959)[6]
- Krzyż Komandorski Orderu Odrodzenia Polski (1949)[7]
- Krzyż Oficerski Orderu Odrodzenia Polski
- Krzyż Kawalerski Orderu Odrodzenia Polski
- Odznaka 1000-lecia Państwa Polskiego[8]
- Wielki Oficer Orderu Zasługi (Włochy, 1965)[9][10]
- Order Narodowy Zasługi (Francja, 1967)[11]
- Medal Przyjaźni (Mongolia, 1971)[12]
- Tytuł honorowego obywatela miasta Baltimore (USA, 1974)[13]